# Scarabaeus rubripennis
Scarabaeus rubripennis är en skalbaggsart som beskrevs av Karl Henrik Boheman 1860. Scarabaeus rubripennis ingår i släktet Scarabaeus och familjen bladhorningar. Inga underarter finns listade i Catalogue of Life.